# 9.ª Região Militar
A 9.ª Região Militar (9.ª RM) é um comando administrativo do Exército Brasileiro sediado em Campo Grande, Mato Grosso do Sul, com jurisdição sobre esse estado e Mato Grosso. Isto corresponde à área do Comando Militar do Oeste, ao qual a Região está subordinada, tendo atualmente atribuições de fiscalização e gestão de pessoal.
Os estados sob sua responsabilidade tiveram seus primórdios, desde o período colonial, como uma região de fronteira logínqua e militarizada, cujo desenvolvimento demográfico começou nas bases e fortificações nos rios Paraguai e Guaporé. O Governo das Armas da Província de Mato Grosso, organizado em 1821, é considerado o embrião da atual Região Militar. Após a invasão paraguaia de 1864–1868, a província tornou-se a terceira com o maior contingente militar do Império. Entretanto, nas primeiras décadas da República o serviço militar em Mato Grosso permanecia estigmatizado; era uma região de difícil acesso e más condições de trabalho, para onde os dissidentes e “incorrigíveis” eram transferidos. Os militares servindo ali eram tipicamente forasteiros.
Por outro lado, os oficiais em Mato Grosso tinham influência social, econômica e política, envolvendo-se no início da República nas constantes lutas armadas pelo governo estadual. O comando regional foi reorganizado como o 7.º Distrito Militar (1891), 13.ª Região Militar (1908), Circunscrição Militar de Mato Grosso (1915), 1.ª Circunscrição Militar (1919) e 9.ª Região Militar (1934). A chegada da ferrovia Noroeste do Brasil ao sul do estado (que ainda não havia emancipado do norte), em 1914, não encerrou as dificuldades de transporte, mas levou à transferência da sede ao seu local atual, Campo Grande, em 1919. A maior concentração de tropas passou ao sul do estado.
Nos anos 20, Mato Grosso foi foco de conspiração tenentista, e na década seguinte, um importante teatro de operações na Revolução Constitucionalista de 1932. De 1946 a 1985 a Região Militar foi subordinada à Zona Militar Centro/II Exército, em São Paulo. As brigadas e divisões criadas em Mato Grosso não foram subordinadas à 9.ª Região Militar, que atualmente não comanda unidades combatentes.

## História

### Os primórdios e o controle dos rios

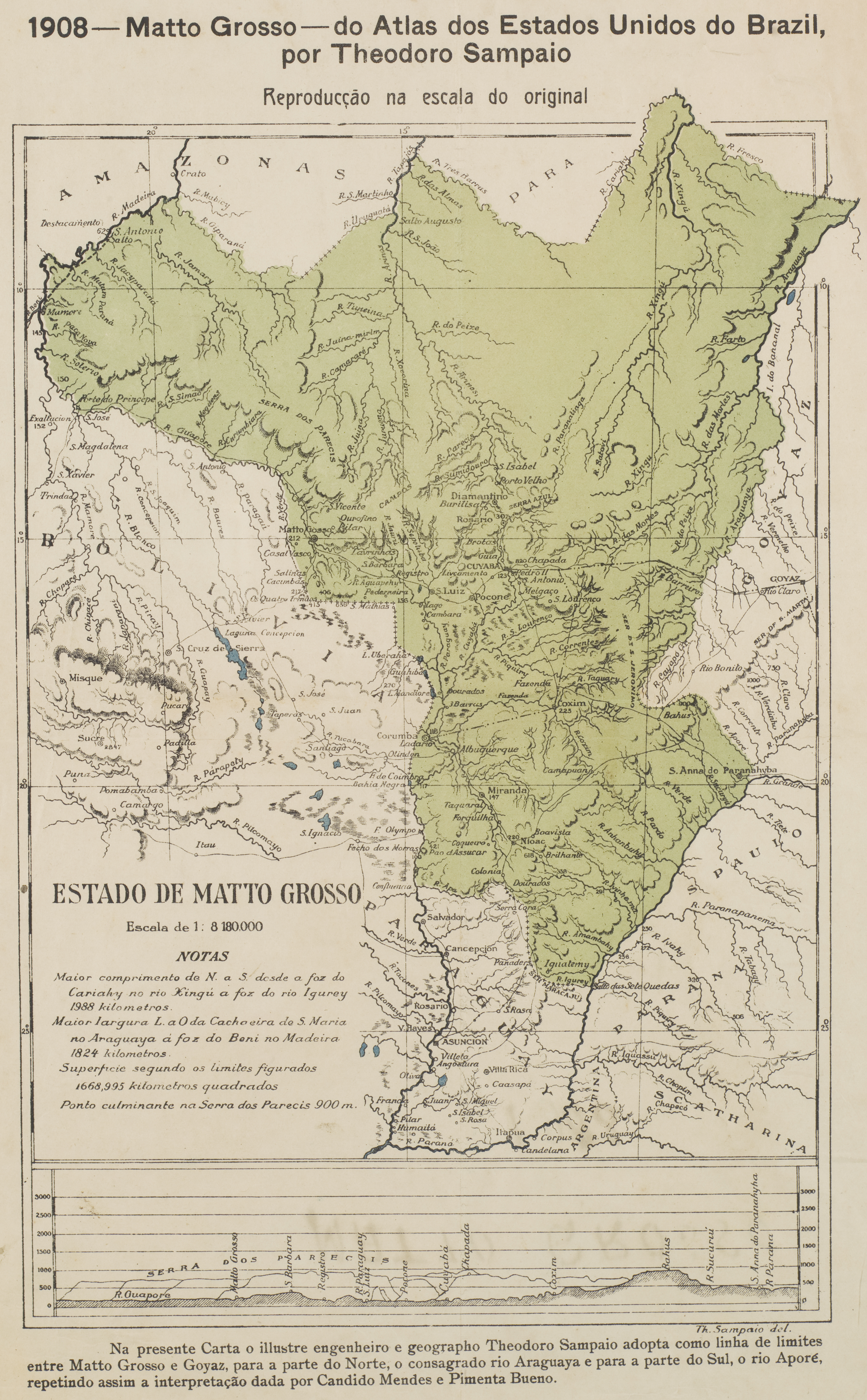
Atlas do Estado de Mato Grosso em 1908

A presença militar e a ocupação das fronteiras marcam a história de Mato Grosso e Mato Grosso do Sul desde a fundação da Capitania de Mato Grosso, em meados do século XVIII. Rivalizando com o Império Espanhol pela hegemonia do centro da América do Sul, o Conselho Ultramarino do Império Português criou a Capitania em 1748 para tornar a “colônia de Mato Grosso tão poderosa, que contenha os vizinhos em respeito e sirva de antemural a todo interior do Brasil”. O primeiro governador português, Antônio Rolim de Moura, chegou em 1751 com um regimento de infantaria, oficiais, peças de artilharia e munição. Sua administração concentrou-se em fortificar a fronteira no rio Guaporé, nos atuais Mato Grosso e Rondônia, por onde a Capitania se comunicava com a Corte. Em 1771 assumiu como governador o capitão do Exército Português Luís de Albuquerque de Melo Pereira e Cáceres, cujo nome é homenageado na 9.ª RM com seu título de “Região Mello e Cáceres”.
O território era vasto e de baixíssima densidade demográfica. A economia local, centrada da mineração, era muito pobre, dependendo do fornecimento externo de instrumentos de trabalho, armas, munições e até de alimento. As comunicações internas eram precárias. Tais dificuldades continuaram por muitas décadas.
A navegação até Mato Grosso seria fácil através do rio Paraguai, cuja saída pelo rio da Prata era controlada pelos espanhóis. Estes, entretanto, tiveram seu avanço a montante de Assunção barrado pela construção do Forte de Coimbra em 1775. Situado num estreito fácilmente fortificável, ele dava aos portugueses o controle sobre ambas as margens do rio. Fortificações e povoados adicionais consolidaram a posse da margem direita. Esta seria a primeira linha de defesa de Mato Grosso contra uma invasão por via fluvial. O presídio de Miranda, construído em 1797, barrava a progressão espanhola no rio Apa. Os fortes, fortins, presídios e colônias militares construídos nas fronteiras mato-grossenses foram núcleos formadores de muitos povoados.

### A Guerra do Paraguai

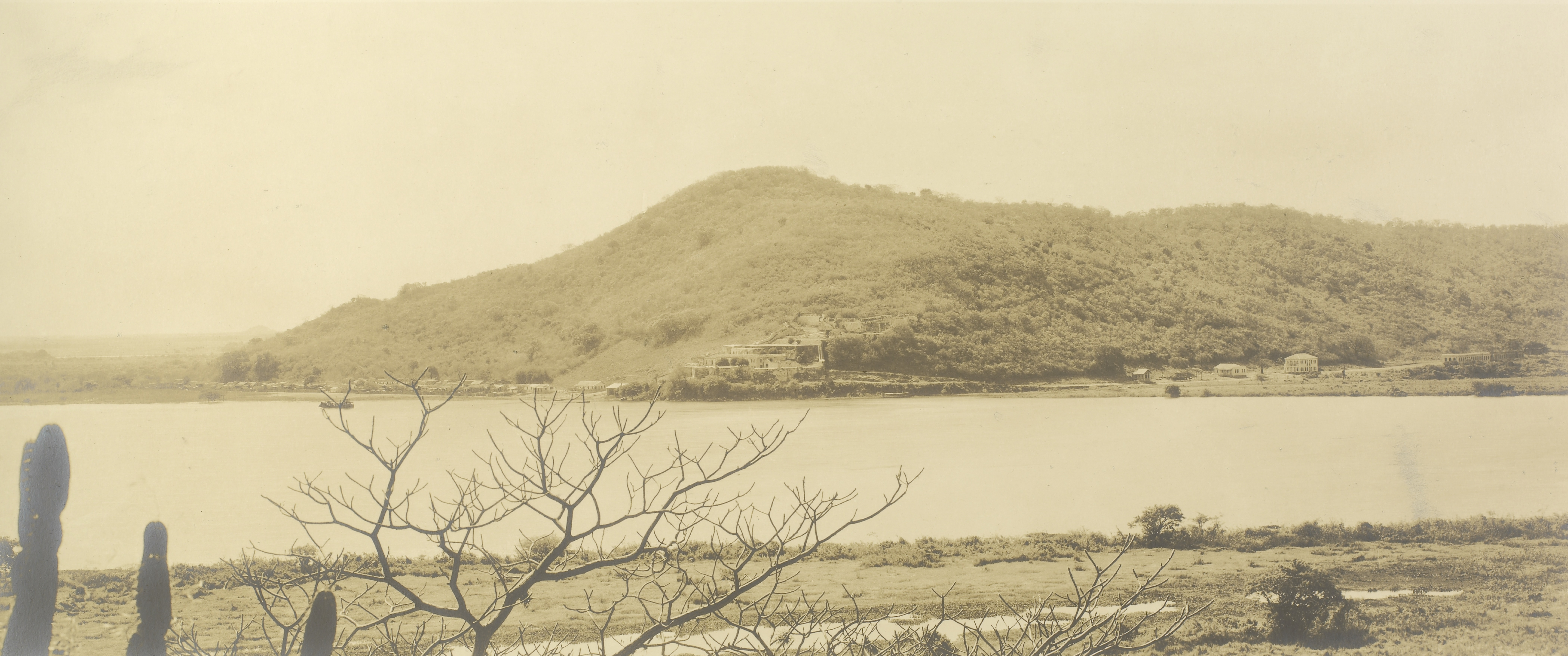
O Forte de Coimbra às márgens do rio Paraguai

Após a independência das colônias sul-americanas, Mato Grosso permaneceu relevante ao Brasil como um tampão entre as províncias centrais (Minas Gerais, São Paulo e Rio de Janeiro) e as influências platinas (Argentina, Paraguai e Bolívia). Entretanto, em meados do século XIX a província era uma das mais débeis do Império do Brasil, com uma economia e população em declínio, e alvo de ambições da República do Paraguai. Em 1863, suas defesas compreendiam apenas 1 415 militares de linha (ou seja, excluindo a Guarda Nacional), organizados no 2.º Batalhão de Artilharia a Pé, Corpo de Artilharia, Corpo de Cavalaria, Batalhão de Caçadores e Companhia de Artífices. A autoridade militar era o Governo das Armas (posterior Comando das Armas) da Província de Mato Grosso, criado em 1821 e considerado o embrião da atual Região Militar. Esta instituição era subordinada ao Presidente da província.
As tropas paraguaias tiveram facilidade para invadir o território mato-grossense em 1864, iniciando a Guerra do Paraguai. A Campanha do Mato Grosso foi travada no sul do estado e marcada pelas cheias do Pantanal, a fome e doença, que custaram muito ao efetivo.  Observadores contemporâneos e historiadores enfatizam a surpresa e o despreparo das defesas de Mato Grosso, embora Mário Maestri argumente que as autoridades haviam sido avisadas com antecedência, havia consideráveis estoques de armamento e munição e o efetivo poderia chegar a seis mil incorporando a Guarda Nacional; para ele, a fraqueza defensiva se devia à indisposição da população ao voluntariado.

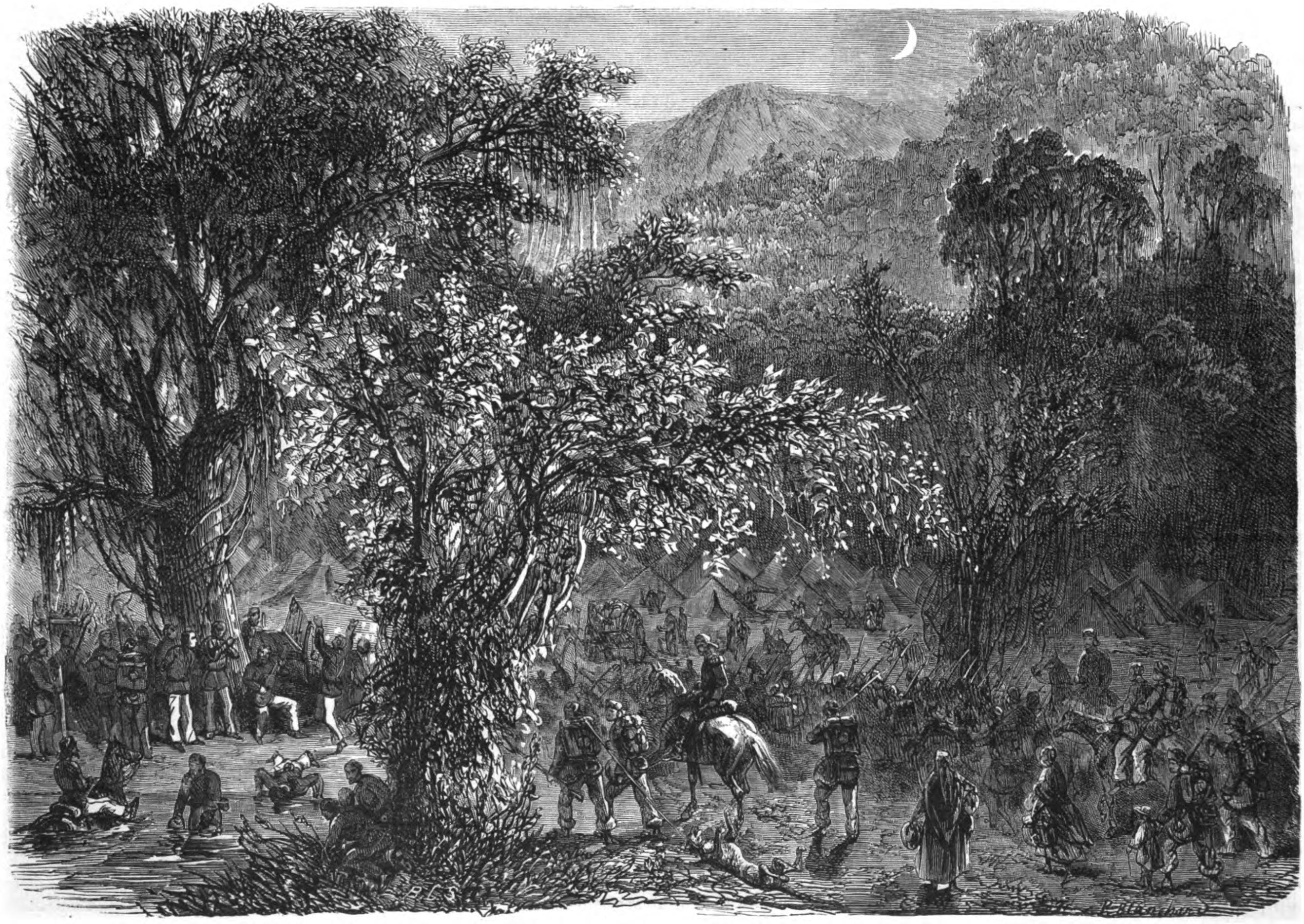
Expedição brasileira a Mato Grosso passa por Goiás

A ofensiva paraguaia teve um eixo fluvial, que ocupou o forte de Coimbra e os povoados de Albuquerque e Corumbá, e um eixo terrestre nas colônias militares dos rios Miranda e Dourados e os povoados de Nioaque, Miranda e Taquari. Apesar dos temores de invasão, os paraguaios não chegaram até a capital provincial, Cuiabá. Reforços brasileiros vieram de outros estados, como São Paulo e Minas Gerais. Uma tentativa de invasão ao território paraguaio resultou em baixas elevadas na Retirada da Laguna. Corumbá foi retomada temporariamente pelos brasileiros em 1867 e definitivamente em 1868, quando os paraguaios abandonaram sua ocupação militar do território mato-grossense. A retirada devia-se ao revés noutra frente da guerra, Humaitá, que havia aberto o solo paraguaio à invasão pela Tríplice Aliança.
A campanha foi apenas um teatro secundário da guerra, mas teve imenso impacto na história local. No século seguinte, batalhas e homens como Carlos Camisão, Guia Lopes e Antônio João tornaram-se monumentos e nomes de logradouros e prédios públicos, e a campanha foi promovida como um dos marcos da identidade sul-mato-grossense. Após 1870 o rio Paraguai foi plenamente aberto à navegação internacional, e o sul da província passou a receber colonos e investimentos, mas a ação de salteadores estrangeiros e os conflitos pela terra aumentaram. O Império ainda receava o Paraguai e a Argentina, e por isso reforçou a presença do Exército em Mato Grosso, com um efetivo flutuando entre 1 237 e 2  481 homens em 1871–1888. Em 1889, ano da Proclamação da República, Mato Grosso era a terceira província com o maior efetivo do Exército, representando 5% do total. As guarnições ficavam em Cuiabá, Cáceres, Nioaque e Corumbá, contribuindo ainda à ocupação do Paraguai, que durou até 1876.
Além das preocupações internacionais, o Exército combatia as “correrias” dos índios ao redor de Cuiabá e nos sertões mato-grossenses. Estas operações, e a necessidade de proteger os rios Paraguai e Guaporé com parcos recursos, pulverizavam o efetivo em guarnições de um a 64 soldados. Em 1884, aproximadamente 25% do efetivo servia longe da sede das unidades, guarnecendo fortalezas, depósitos, margens de rios e colônias militares. Isto dificultava a rotina administrativa e a instrução.

### A República e o Distrito Militar

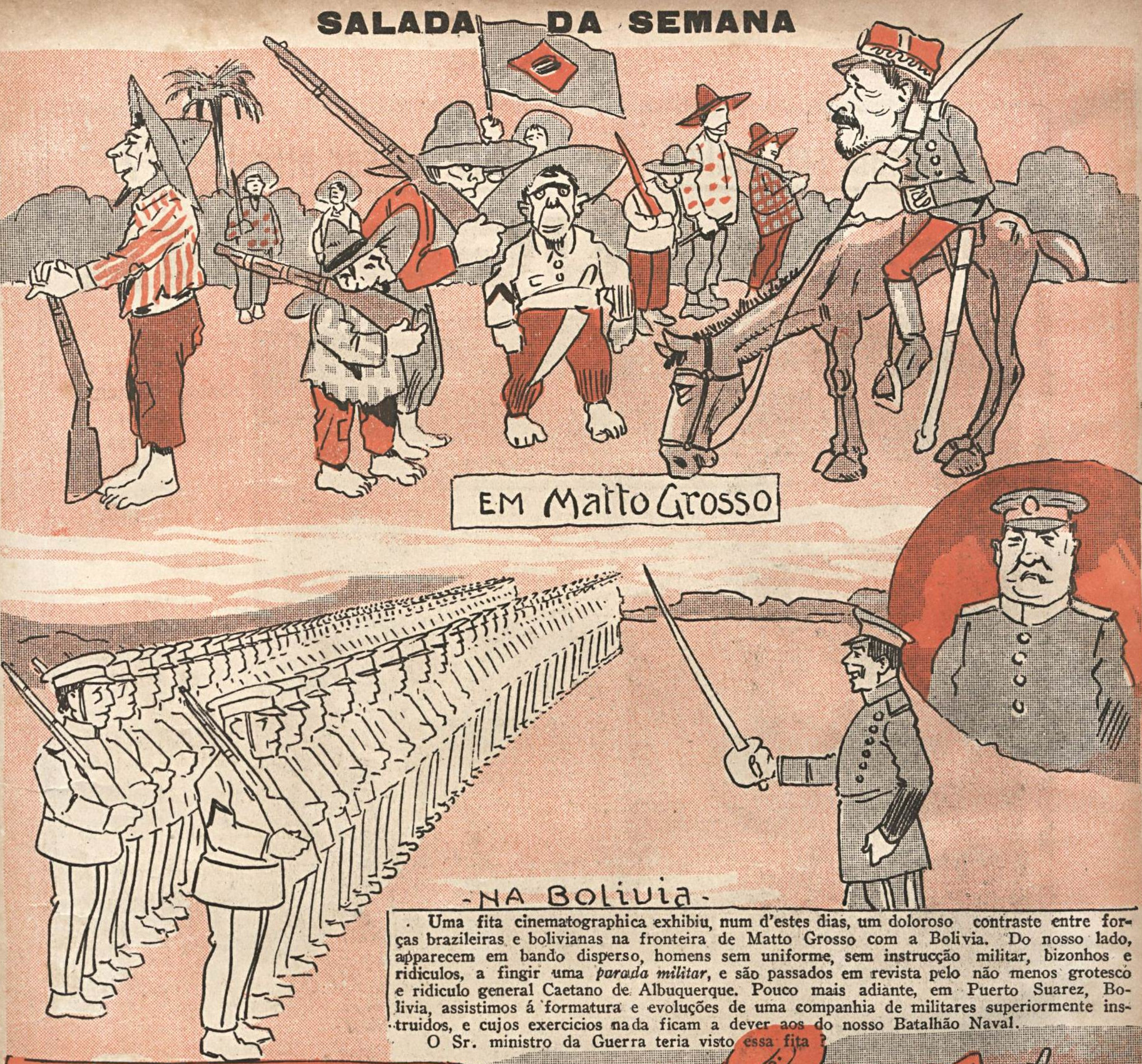
A revista O Malho compara desfavoravelmente os soldados em Mato Grosso, "homens sem uniforme, sem instrução militar, bisonhos e ridículos", com o Exército Boliviano

A a Proclamação da República foi recebida em Mato Grosso com uma pequena revolta monarquista dos praças do destacamento da foz do rio Apa, em 20 de dezembro de 1889. Em 1891 os Comandos das Armas deram lugar a Distritos Militares, subordinados ao Ministério da Guerra, que formariam grandes unidades operacionais na guerra. O 6.º e o 7.º Distritos, correspondendo respectivamente ao Rio Grande do Sul e Mato Grosso, foram os únicos a compreender apenas um estado, devido à importância estratégica de ambos. A sede distrital era Cuiabá, e as unidades permaneciam nos rios da bacia paraguaia. O transporte, seja fluvial ou pela tração animal, era difícil, ainda mais nas secas. A comunicação telegráfica com o restante do país, um imperativo geoestratégico militar, só começou em 1891, quando Cuiabá foi ligada à divisa com Goiás.
Mato Grosso era um vazio demográfico, e serviam ali, em grande parte, militares de outros estados. A viagem era longa, a alimentação e acomodação eram péssimas e as doenças assolavam a todos, praças e oficiais. A região tinha os estigmas de atrasada, violenta e incivilizada, definida por Euclides da Cunha como a “Sibéria canicular” do Exército. A transferência era considerada um castigo e um atraso na carreira. Desde o Império, os dissidentes políticos eram transferidos ali como punição informal, o que era um fator nas muitas revoltas locais. Em 1907, o general Dantas Barreto criticou o “sistema adotado por todos os governos da República, de preencherem os quadros da força federal, ali, com pessoal incorrigível de outras guarnições”. Os oficiais faziam o possível para não servir ali, e muitos dos transferidos, graças a seus contatos, não chegavam a se apresentar.
Em 1860–1907, o soldado de infantaria típico (isto é, mais da metade dos registrados nos Livros de Assentamentos) em Mato Grosso era de outro estado (especialmente do Nordeste), pardo, com estatura de 1,60 a 1,69 metros e 18 a 25 anos de idade, solteiro, sem ofício e analfabeto. Os recrutas originários de fora eram frequentemente recrutados à força (a cobrança do “tributo de sangue”) como forma das autoridades se livrarem de determinados grupos, como os capoeiras do Rio de Janeiro. Outros, como os refugiados da seca no Nordeste, voluntariavam-se no Exército como alternativa de subsistência. Mas em Mato Grosso, atrasos de mais de doze meses no pagamentos dos soldados eram comuns. As relações entre praças e oficiais podiam ser definidas pelo paternalismo, ou, até os anos 1910, por crimes e desobediência. A criminalidade não era exclusiva ao Exército; o banditismo era endêmico na região. A deserção, por outro lado, era incomum, graças à predominância dos forasteiros.
O efetivo combatente do Distrito era previsto em 2 009 homens no período de 1890–1907, distribuídos entre o 2.º Batalhão de Artilharia de Posição, o 7.º Regimento de Cavalaria e o 8.º, 19.º e 21.º Batalhões de Infantaria. Estas eram as mesmas unidades do final do Império; somente o Regimento de Cavalaria mudou de nome. Embora a população local estivesse em crescimento, o efetivo real tendeu a diminuir, despencando de 1 570 no início desse período para 625 em 1900, e recuperando até 1 368 no final.

### As ambições políticas locais
Servir em Mato Grosso era, por outro lado, uma oportunidade de mudar a história local. Os militares materializavam o Estado nas regiões mais isoladas através das obras públicas, mapeamento, delimitação de fronteiras e exploração e povoamento de terras desconhecidas. Sua presença tinha importância social e política, pois os gastos militares eram importantes para a economia local, e a proporção de soldados na população era maior do que em outros estados.
As forças policiais mato-grossenses não eram fortes o suficiente para rivalizar com o Exército, ao contrário dos “exércitos estaduais” dos estados mais fortes. Nesses estados, como Minas Gerais e São Paulo, os oficiais eram quase excluídos da vida partidária. Em Mato Grosso, estado de pouca expressão política e dependente do governo federal, os oficiais tinham uma longa história de ocupação de cargos públicos. Os oficiais tinham status social e prestígio comparável talvez ao que tinham no Rio Grande do Sul, onde se envolviam nas disputas políticas locais por alianças e laços familiares. O governo estadual foi chefiado por militares em grande parte do Império e por cinco vezes na República.
Nos anos iniciais da República, os militares locais envolveram-se a fundo nas disputas coronelísticas pelo governo estadual. Mato Grosso entrou num chamado “ciclo revolucionário”, com sucessivas explosões de violência armada. Até 1916 o estado foi palco de ao menos quatro grande revoltas. O historiador Valmir Corrêa identificou 33 conflitos armados de cunho político, não necessariamente em escala estadual, entre 1891 e 1922, além de 26 ações armadas de bandidos e bandos, ligados a disputas políticas ou roubo de gado e outros crimes, entre 1872 e 1943. A região sul era palco do maior número de conflitos. Os militares frequentemente tomavam partido de um dos lados, desviavam munição e subvertiam a hierarquia.
A primeira grande revolta foi em 1892, no contexto nacional de disputas entre militares e oligarquias locais após o Golpe de Três de Novembro. Os militares estavam entre os partidários do general e ex-governador Antônio Maria Coelho, primeiro governante republicano do estado. A oficialidade do 7.º Distrito Militar (e parte da Armada) sublevou todas as unidades militares, marchou sobre Cuiabá e tomou o governo. Dentro do Exército, entretanto, houve os que apoiaram o outro lado, liderado pelo caudilho Generoso Ponce. O governo federal nomeou o general Luiz Henrique de Oliveira Ewbank para exercer o governo e comandar o Distrito Militar, mas os militares locais, quebrando a hierarquia, não permitiram que ele passasse do Forte de Coimbra. Alguns quiseram radicalizar, propondo a República Transatlântica do Mato Grosso. Este movimento foi derrotado pela milícia arregimentada por Generoso Ponce.
As intervenções militares na política local diminuíram em intensidade nos anos seguintes, mas os militares ainda apareciam nos momentos de crise. Em 1899 a milícia de Antônio Pais de Barros ocupou Cuiabá e impediu a Assembleia de referendar os resultados da eleição. Sob ordens do governo federal, que favorecia a oposição, o Distrito Militar conservou-se neutro. Em 1906 houve adesão generalizada da guarnição local à revolta de Generoso Ponce contra o governo Pais de Barros, muito embora este governador tivesse apoio federal. O governo federal mandou o general Dantas Barreto com reforços, mas quando ele chegou a Cuiabá, encontrou um fato consumado, a execução do governador.

### A ferrovia e o telégrafo

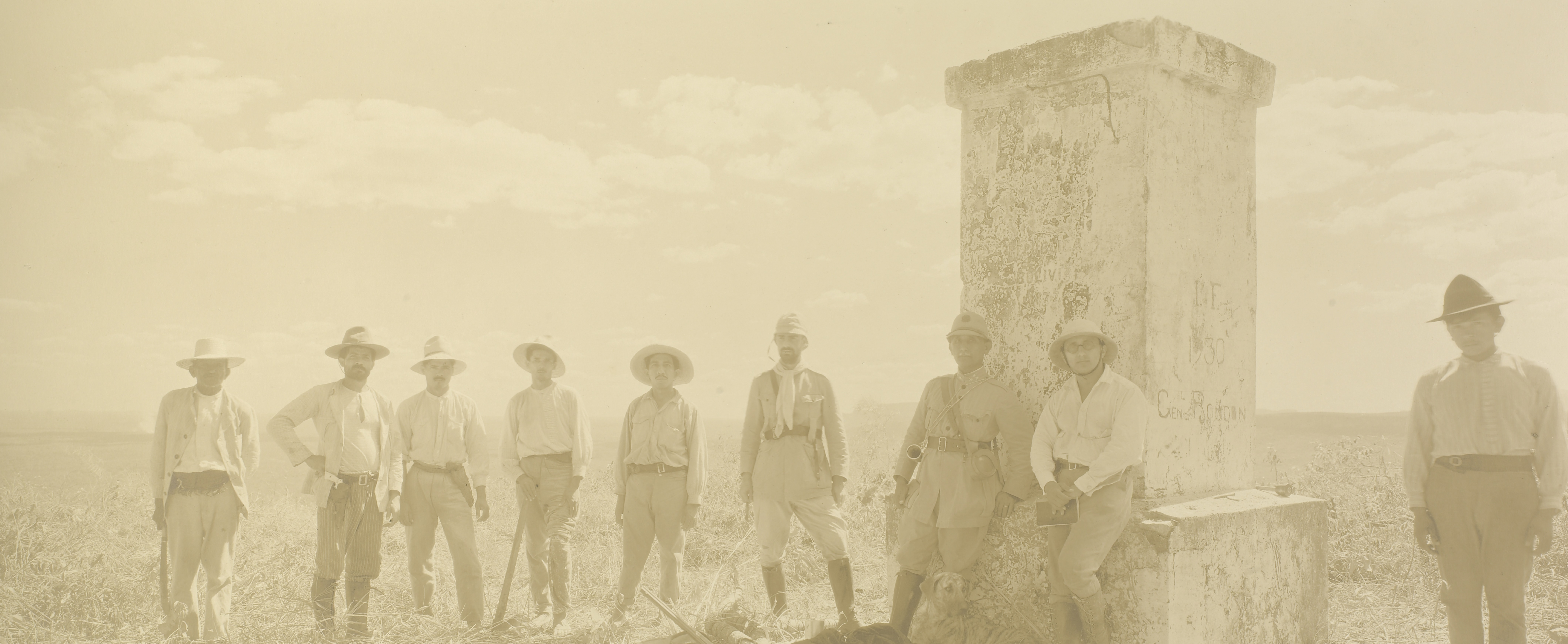
Rondon num marco de fronteira com a Bolívia

Em 1904 iniciou-se a construção da ferrovia Noroeste do Brasil (NOB), conectando Mato Grosso a São Paulo. Mais do que econômico, este projeto era estratégico, debatido desde os anos 1870, quando se constatou a importância das ferrovias para a mobilização militar na Europa e a dificuldade de defender Mato Grosso. Era preciso encurtar o tempo de viagem de reforços do litoral a Mato Grosso e reduzir a dependência do rio Paraguai, que poderia ser cortado pela Argentina ou Paraguai num momento de hostilidade. A Questão do Acre (1899–1903), quando reforços do Rio Grande do Sul foram enviados a Corumbá (não se confiava na guarnição local), confirmou para as autoridades republicanas a necessidade de terminar o isolamento da região.
Além da ferrovia, o telégrafo também era necessária para alcançar as vastidões “desconhecidas” do país. Isto era parte do projeto de Estado nacional, e portanto, envolveu os ministérios da Guerra e da Indústria, Viação e Obras Públicas. De 1900 a 1915, duas comissões chefiadas pelo coronel Cândido Rondon estenderam as comunicações telegráficas à fronteira oeste e ao rio Madeira. A abertura das linhas na mata fechada exigia longos percursos dos praças, às vezes descalços e com fome,  o que as autoridades militares aproveitaram, a partir de 1910 ou antes, transferindo os indisciplinados ao 5.º Batalhão de Engenharia, comandado por Rondon.

### A Reforma Hermes (1908)

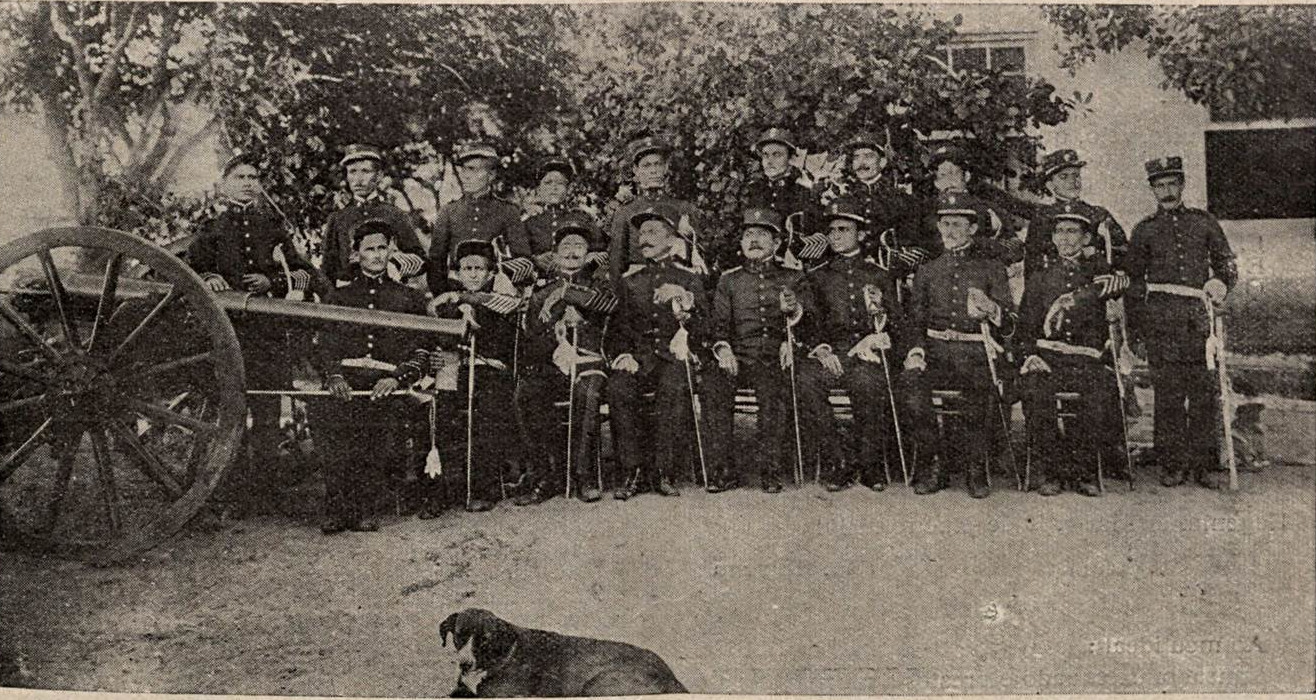
Oficiais do 5.º Regimento de Artilharia Montada, 1913

Em 1908, na gestão de Hermes da Fonseca no Ministério da Guerra, o Exército iniciou a primeira de suas abrangentes reformas na Primeira República, com duas medidas complementares: o serviço militar obrigatório, instituído pela Lei do Sorteio, forneceria o efetivo para completar uma nova ordem de batalha. Em Mato Grosso, isto resultou na transformação do 7.º Distrito Militar para a 13.ª Região Militar. Seu comandante, denominado inspetor permanente, acumularia o comando de um novo órgão operacional, a 5.ª Brigada Estratégica. De 1910 em diante, previa-se um general de divisão no comando.
O efetivo previsto aumentou para 3 580 homens, a ser completado pela conscrição. De preferência, seriam da jurisdição da Região Militar, para economizar nos custos de transporte. O centro de gravidade militar seria deslocado para o sul do estado, por onde passaria a ferrovia e um conflito era mais esperado. Unidades foram fixadas em Bela Vista e Ponta Porã, na fronteira com o Paraguai, país muito vinculado à Argentina, que era o antagonista esperado. A Brigada teria sede no centro-sul, em Aquidauana ou Campo Grande, comandando três regimentos de infantaria, um de cavalaria e um de artilharia. A Região Militar era sediada em Corumbá, o principal centro comercial no rio Paraguai.
| 13.ª Região Militar, Corumbá - 5.ª Brigada Estratégica, Aquidauana - 13.º Regimento de Infantaria, Corumbá - 37.º Batalhão de Infantaria - 38.º Batalhão de Infantaria - 39.º Batalhão de Infantaria - 14.º Regimento de Infantaria, Aquidauana - 40.º Batalhão de Infantaria - 41.º Batalhão de Infantaria - 42.º Batalhão de Infantaria - 15.º Regimento de Infantaria, Nioaque (a organizar) - 17.º Regimento de Cavalaria, Ponta Porã (a organizar) - 5.º Regimento de Artilharia Montada, Aquidauana - 5.º Batalhão de Engenharia, Cáceres - 5.º Parque de Artilharia, Aquidauana - 5.ª Companhia de Metralhadoras, Aquidauana - 5.ª Bateria de Obuses, Aquidauana - 5.º Esquadrão de Trem, Aquidauana - 5.º Pelotão de Estafetas, Aquidauana - 3.º Batalhão de Artilharia, Corumbá - 3.º Regimento de Cavalaria, Bela Vista - 13.ª Companhia de Caçadores, Cuiabá |

O efetivo real era de pouco mais da metade do previsto, e o sorteio militar ainda demoraria alguns anos para ser implementado. Os recrutas que chegavam a ser incorporados em Mato Grosso o eram pelo sistema antigo. A burocracia do Exército tinha pouca capilaridade, e o coronelismo tornava inacessíveis os recrutas potenciais no interior, de forma que a maioria era de origem urbana, especialmente de Corumbá. Os “senhores da guerra” rurais tinham sua própria capacidade de arregimentação, com a qual formavam milícias para os conflitos locais.
O comando da 5.ª Brigada não saiu do papel, e as condições dos quartéis eram muito precárias. Os regimentos deveriam ter três batalhões cada, mas o 14.º (formado aproveitando efetivos do antigo 8.º batalhão) só tinha em 1910 dois batalhões, alojados numa casa alugada. O 15.º, também organizado com dois batalhões, tinha apenas algumas dezenas de soldados em 1911. O 13.º estava em condições melhores.

### Campo Grande
Os trens da Noroeste começaram a circular em 1914, inserindo a região na zona de influência de São Paulo. Ainda não havia ponte sobre o rio Paraná, na divisa paulista, mas os trilhos já seguiam de Bauru, em São Paulo, a Porto Esperança, a sul de Corumbá. No caso de uma guerra, os reforços chegariam muito mais rápido, mas a dependência nas carretas e cargueiros não acabou, pois ainda havia ramais por construir. Levas de trabalhadores migraram para a região, e o comércio deslocou-se para Campo Grande, na ferrovia, em detrimento da rota fluvial por Corumbá.
Uma nova ordem de batalha do Exército, constituída em 1915–1916, reduziu os efetivos previstos em Mato Grosso e extinguiu ou transferiu a 5.ª Brigada Estratégica e várias unidades. A 13.ª Região Militar tornou-se a Circunscrição Militar de Mato Grosso (CMMT), subordinada à 6.ª Região Militar (posteriormente 2.ª), de São Paulo. O status militar do comando regional foi reduzido ao de uma brigada. A estrutura não obedecia os limites estaduais; em Mato Grosso havia unidades subordinadas à 2.ª Divisão, de Niterói, e à 4.ª Divisão, de São Paulo.
| Comando da Brigada Mista, Campo Grande - 16.º Batalhão de Caçadores, Cuiabá - 17.º Batalhão de Caçadores, Corumbá - 18.º Batalhão de Caçadores, Campo Grande - 10.º Regimento de Cavalaria Independente, Bela Vista - 11.º Regimento de Cavalaria Independente, Ponta Porã - Regimento de Artilharia Mista, Campo Grande - 5.º Grupo de Artilharia de Costa, Coimbra - 6.º Batalhão de Engenharia, Aquidauana - Esquadrilha Mista de Aviação, Campo Grande - Destacamentos de Porto Murtinho e Ponta Porã |

A conscrição foi enfim implementada em 1916. Os efeitos do sorteio militar, entretanto, foram limitados nos seus primeiros anos em Mato Grosso pela fraude e a insubmissão em massa. Só na década seguinte ele adquiriu um funcionamento relativamente regular. Nessa época, pela dificuldade de transporte, em alguns municípios do norte do Estado os sorteados eram encaminhados a Manaus, e dali, ao Rio de Janeiro e Mato Grosso. Grandes números dos conscritos eram forasteiros — goianos e especialmente paulistas do oeste.
Novas reorganizações ocorreram em 1919 e 1921; nesta última, Mato Grosso passou a ter a única Brigada Mista do país. A Brigada e a Circunscrição (oficialmente 1.ª Circunscrição Militar, mas ainda denominada Circunscrição Militar de Mato Grosso na imprensa) tinham o mesmo comandante. Com efetivos completos, a CMMT teria mais de 3 269 oficiais e praças. Não havia mais a subordinação a São Paulo; o comando regional voltou a ser independente. A reorganização foi acompanhada de um programa nacional de construção de quartéis na gestão do ministro Pandiá Calógeras. Um exemplo notável é o quartel do 1.º Regimento de Artilharia Montada, em Campo Grande, com uma frente de mais de 126 metros de comprimento.

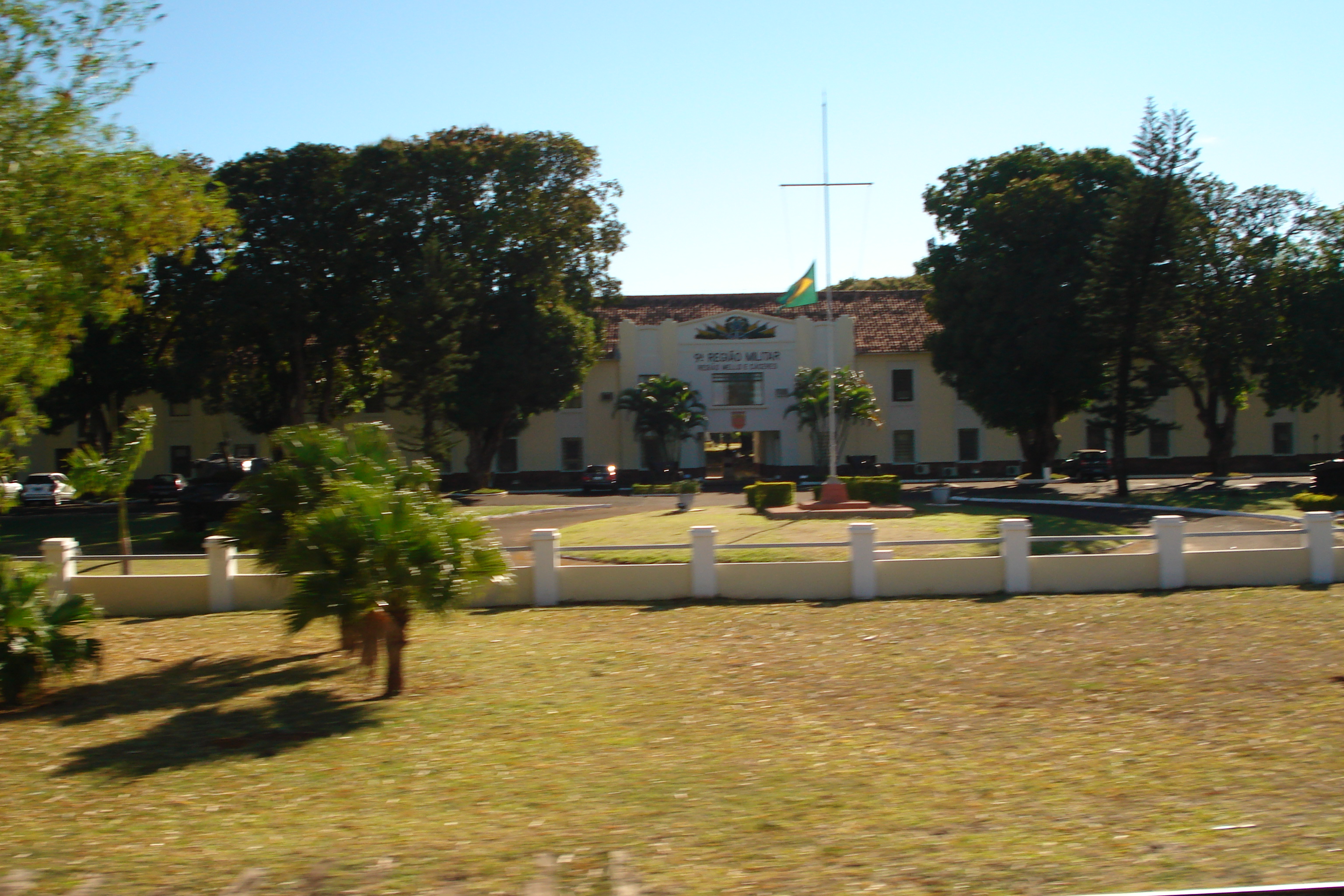
Quartel da Região Militar em Campo Grande

A sede da Circunscrição foi transferida em 1919 a Campo Grande, cidade descrita pelo Ministério da Guerra como a “zona natural de concentração de tropas”. Ela era um entroncamento logístico, com expectativa de ser ponto de partida para novos ramais ferroviários. Sua posição não era imediatamente na fronteira, condizendo com a nova doutrina defensiva do Exército: após uma invasão, os meios para uma contraofensiva seriam concentrados via ferrovia, na retaguarda. Outro fator era o clima local ameno.
O status de Campo Grande como “capital militar do Estado” teve consequências a longo prazo. A cidade estava em franco desenvolvimento, e os militares participavam de sua vida socioeconômica, política e cultural. Em 1939, nas palavras de um observador, “Campo Grande já e uma cidade importante, núcleo de convergência de diversos municípios próximos”; “o elemento de farda avulta dentro da população civil”, e “derrama-se assim, mensalmente, uma soma respeitável de dinheiro no comércio local”. “Só o fato de permanecer em Campo Grande a sede da Região Militar, faz com que os habitantes de lá se julguem com direitos que as outras partes do Estado, no seu entender, não possuem.” As elites locais valorizavam a ordem garantida pelo Exército, mas por outro lado, “nem todos os chefes militares têm sabido guardar a posição a cavaleiro das rixas políticas locais”.

### O tenentismo
O período áureo de conflitos armados entre os coronéis locais foi encerrado com uma intervenção federal em 1917; em fevereiro, a sede da CMMT foi transferida provisoriamente a Cuiabá para auxiliar o interventor, retornando a Corumbá em dezembro. Mas as revoltas militares continuaram. Valmir Corrêa identificou onze “manifestações revolucionárias das forças militares” entre 1912 e 1932. Em maio de 1912, o capitão Antonio Netto de Azambuja sublevou parte do 17.º Regimento de Cavalaria, motivado, segundo acusações da época, pelo apoio à insurgência do coronel Bento Xavier. Por duas vezes, em dezembro de 1912 e março de 1919, praças de infantaria em Corumbá revoltaram-se por atrasos no pagamento do soldo. Em janeiro de 1921, o tenente Heitor Mendes Gonçalves liderou o destacamento federal de Ponta Porã contra a Força Pública. Este movimento, que repercutiu na imprensa paraguaia como um “golpe de Estado” local, tinha ideais comparáveis ao tenentismo. Pelo depoimento do tenente, ele seria contra “os desmandos políticos e a prática de fraudes eleitorais pelas oligarquias detentoras do poder”. Outro aspecto de sua ação foi o favorecimento à Companhia Matte Larangeira.
Justamente quando os coronéis guerreiros entraram num declínio gradual, a radicalização das médias patentes do Exército levou a novas revoltas. A oficialidade em Mato Grosso, incluindo dois generais (Joaquim Ignácio Cardoso e Clodoaldo da Fonseca) aderiu maciçamente à primeira revolta tenentista, iniciada no Rio de Janeiro em julho de 1922. O tenentismo era um movimento nacional, e não mato-grossense, mas tinha fatores locais, como as péssimas condições de trabalho e as transferências punitivas à região. A guarnição de Mato Grosso foi uma das poucas a participar significativamente da revolta, mas se rendeu sem combate. O conflito demonstrou como o Estado-nação consolidava-se no sul de Mato Grosso: os revoltosos convocaram reservistas e saquearam órgãos de arrecadação de impostos e emissão de dinheiro. A nova infraestrutura física (telégrafo e ferrovia) foi usada na transmissão de ordens e movimento de tropas. Revoltosos e legalistas defrontaram-se na região de Três Lagoas, ponto crítico na ferrovia, por onde se atravessava o rio Paraná para São Paulo.
Após a derrota nesse primeiro momento, Mato Grosso tornou-se um foco de conspiração. Alguns dos revoltosos escaparam da prisão, refugiando-se nos países vizinhos. A CMMT ficou desfalcada de muitos oficiais, e os restantes simpatizavam com o tenentismo. As articulações que culminariam na segunda revolta tenentista, iniciada em São Paulo em julho de 1924, previam apoios isolados no sul de Mato Grosso. Revoltas intermitentes e fracassadas duraram até 1925, a primeira delas no 10.º Regimento de Cavalaria Independente, em 12 de julho. O comando da CMMT, sob o general João Nepomuceno da Costa, agora estava legalista. As promessas de apoio civil aos tenentistas não se cumpriram; desde a "fusão" das facções políticas rivais em 1921, as lideranças partidárias estavam satisfeitas com a divisão de cargos públicos e favores.
A mobilização foi demasiado lenta. A CMMT não conseguiu cumprir sua parte na manobra de sítio contra os rebeldes na capital paulista, e estes ocuparam Bauru, no caminho para Mato Grosso, muito antes da chegada dos mato-grossenses. Os rebeldes pretendiam capturar Mato Grosso e prolongar a campanha, fundando o estado da “Brasilândia”. Segundo João Cabanas, este território seria fácil de defender usando o Forte de Coimbra e o rio Paraná. Mas reforços de Minas Gerais, liderados pelo coronel Malan d'Angrogne, derrotaram a incursão a Mato Grosso na Batalha de Três Lagoas, obrigando os rebeldes a seguir para o sul, empreendendo a Campanha do Paraná.

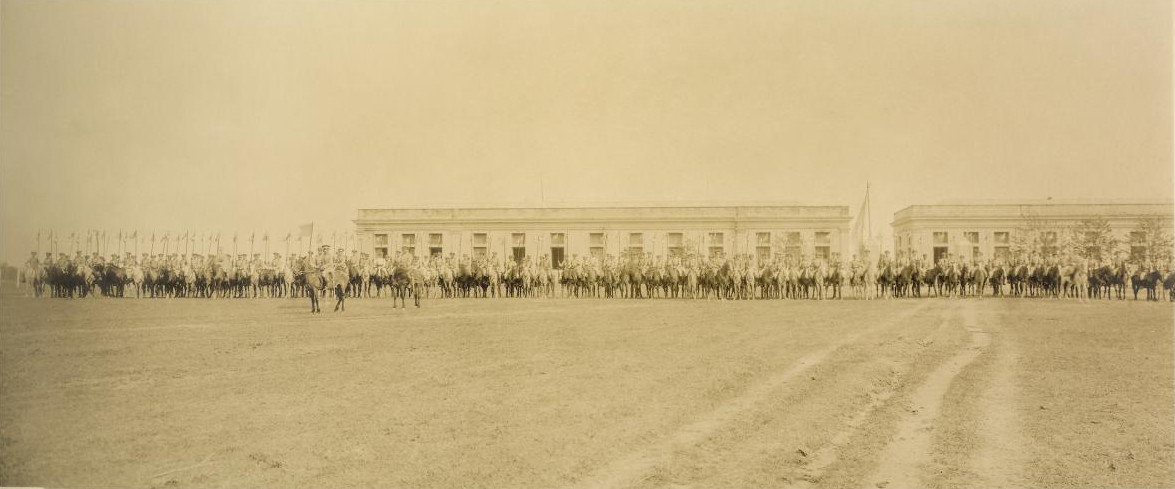
10.º Regimento de Cavalaria Independente em 1929-1930

Mais alguns combates foram travados em território mato-grossense. Os legalistas não conseguiram impedir o avanço ao Paraná, mas atrasaram a passagem e forçaram a rendição do 7.º Batalhão das forças revolucionárias. Em 20 de outubro, Nepomuceno da Costa passou o comando da CMMT a Malan d'Angrogne, considerando-se vitorioso na defesa de Mato Grosso. Em fevereiro e março do ano seguinte, tenentistas no 6.º Batalhão de Engenharia e 17.º Batalhão de Caçadores iniciaram revoltas efêmeras. Em abril, outra formação tenentista, a Coluna Prestes, adentrou Mato Grosso pelo Paraguai, vinda do Paraná. Os rebeldes chegaram a ocupar Ponta Porã, mas só encontraram apoio limitado na oficialidade. O coronel Bertoldo Klinger organizou novas defesas legalistas. Os rebeldes decidiram evitar as concentrações legalistas em Campo Grande e Entre Rios e prosseguir a Goiás. Eles retornariam em 1926–1927, mas somente para atravessar o estado a caminho do exílio.
As campanhas tenentistas em Mato Grosso, de 1924 em diante, atraíram atenção na imprensa, mesmo com o estado de sítio vigente. A imagem do Exército foi comprometida na região, pois o serviço militar obrigatório não foi suficiente para a mobilização, e o governo ainda recorria aos “batalhões patrióticos” dos coronéis. A carência material e o déficit de oficiais e praças perduravam naquela década. Por outro lado, as campanhas atraíram investimentos federais, e a CMMT recebeu seus primeiros caminhões militares; até então, ela dependia da cessão de veículos privados.

### As revoluções de 1930/1932

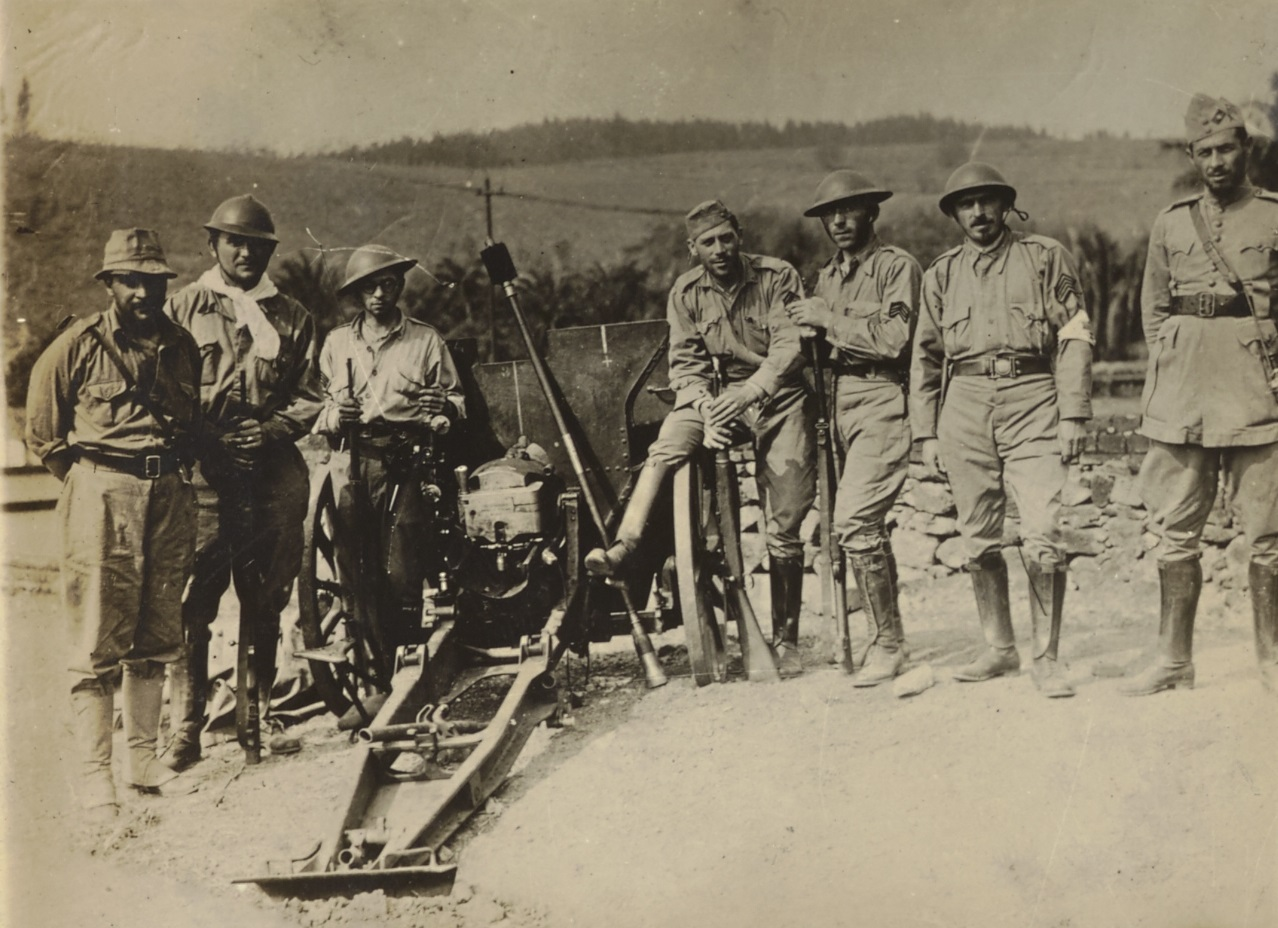
Artilharia de Campo Grande no interior de São Paulo em 1932

Na Revolução de 1930, a República Velha foi derrubada no Rio de Janeiro enquanto ainda se articulava uma conspiração nas unidades de cavalaria fronteiriças ao Paraguai. O coronel Antonino Mena Gonçalves, organizador da conspiração, foi um dos primeiros interventores nomeados pelo Governo Provisório de Getúlio Vargas para o governo de Mato Grosso. Pouco após sua saída, em 1931, o general Bertoldo Klinger foi transferido ao comando da CMMT por suas discordâncias com os antigos tenentistas que agora estavam no poder. Klinger encontrou um efetivo de cerca de 1 200 homens, com um déficit de 1 235 praças. Para transporte havia 604 equinos e bovinos, 21 caminhões e quatro automóveis. Houve muita atividade nesse período, um “raro interregno profissionalizante”, destacando-se as manobras em campo em Nioaque; até então, as manobras anuais eram realizadas como meras obrigações.
A indisciplina entre os praças era grave. Entre maio e novembro de 1931, numerosos praças do Nordeste, onde ocorreram várias revoltas entre essas patentes, foram transferidos a Mato Grosso. Alguns sargentos transferidos do 21.º Batalhão de Caçadores, do Recife, lideraram outra rebelião no 18.º Batalhão de Caçadores, em Corumbá, em março de 1932. Nenhum oficial participou do movimento, que tinha ligações com sargentos em outros estados. Derrotados na sede, fugiram para o extremo sul, nas terras da Matte Larangeira. As forças de perseguição envolveram-se num conflito fundiário da região, apoiando a polícia na repressão aos posseiros de João Ortt.
Klinger aderiu à Revolução Constitucionalista de 1932 contra Getúlio Vargas, levando consigo a maioria das guarnições. O 16.º e 17.º Batalhões de Caçadores, de Cuiabá e Corumbá, o 5.º Grupo de Artilharia de Costa, de Coimbra, e o Destacamento Especial de Cáceres permaneceram leais ao Governo Provisório. Os constitucionalistas controlaram a região na divisa com São Paulo e os trilhos da Noroeste. O conflito teve o aspecto de uma guerra civil interna em Mato Grosso, disputada em grande parte por tropas e milícias locais. Este teatro de operações foi secundário, mas não menos importante, pois o rio Paraná era a única via de acesso dos constitucionalistas em São Paulo ao exterior. Para o historiador Virgílio Corrêa Filho, a Revolução Constitucionalista foi praticamente desfechada em Mato Grosso. Com a derrota dos constitucionalistas, as unidades sublevadas foram extintas e reconstituídas com tropas transferidas das unidades leais ao Governo Provisório.

### Repercussão da Guerra do Chaco
A guerra de 1932 encerra um período de turbulência entre os militares em Mato Grosso. Os conflitos posteriores não ameaçaram seriamente a integridade dos corpos e a defesa do território. Em 1934 a Circunscrição recebeu sua denominação atual de 9.ª Região Militar. O Exército não pôde esquecer da região, que era vizinha às operações da Guerra do Chaco, travada entre Bolívia e Paraguai em 1932–1935. O Estado-Maior do Exército alarmou-se com a expansão do efetivo militar paraguaio, que chegou a 70 mil homens. O governo procurou reforçar a Flotilha do Mato Grosso e enviou uma comissão chefiada pelo Inspetor de Artilharia de Costa, o general José Pessoa, para examinar o Forte de Coimbra.
A comissão constatou a obsolescência e ineficácia das defesas do Forte e fez suas recomendações, mas ponderou que um bloqueio efetivo do rio Paraguai exigiria uma defesa mais ao sul, na confluência com o rio Apa, formando um sistema móvel, com campos minados, infantaria e artilharia de campanha. O Forte em si seria mais vulnerável na seca, por ataque terrestre, do que nas cheias. Numa guerra com o Paraguai ou a Bolívia, os outros grandes problemas seriam a defesa da ferrovia Noroeste e de Corumbá e da vizinha base naval de Ladário. A comissão alertou para a proximidade de Corumbá à fronteira boliviana, a falta de obstáculos naturais e o grande número de moradores bolivianos e paraguaios.
Após a Intentona Comunista de 1935, vários militares das guarnições mato-grossenses foram investigados por ligações à Aliança Nacional Libertadora. Os comunistas atuantes em Mato Grosso não destoaram da tradição revoltosa local, procurando aliados entre lideranças políticas tradicionais, como o caudilho gaúcho Godofredo Gonçalves e o bandoleiro Silvino Jacques, veterano de 1932, que liderava ex-militares e desertores paraguaios. Jacques tinha interesse na divisão do estado de Mato Grosso, mas rompeu os contatos quando descobriu que o levante teria teor comunista.

### O Estado Novo
José Pessoa, alvo de ostracismo na capital federal, assumiu o comando da 9.ª Região Militar em agosto de 1938 e exerceu o cargo por sete meses. Nesse curto período, ele visitou até as menores guarnições. Ele chamou a atenção a seus superiores para as deficiências nos meios de transporte, solicitando meios de aviação e Batalhões Rodoviários. Havia um ativo em Mato Grosso no período, o 4.º Batalhão Rodoviário, subordinado diretamente à Diretoria de Engenharia. Segundo seu ajudante de ordens, Nelson Werneck Sodré, “sem barcos e sem aviões, entretanto era impossível comandar aquela Região Militar, de tropa dispersa em extenso território, a centenas de quilômetros da sede também sem recursos”. Junto à administração civil, ele fundou escolas em regiões distantes, onde mal se conhecia o português, o que repercutiu na imprensa do Rio de Janeiro e São Paulo.
Sua maior preocupação foi reprimir o banditismo, que chegava ao auge na região, aproveitando-se das fronteiras e da proteção dos poderosos locais; estes, por sua vez, não devolviam o armamento recebido em 1932 para combater os constitucionalistas. Uma grande campanha foi empreendida contra o bando de Silvino Jacques, cuja especialidade era o roubo de gado. Com seu conhecimento do terreno, Silvino constantemente escapava das forças de perseguição. O general procurou também desarmar a população civil, mas não alcançou o efeito desejado. Polemicamente, mandou prender os coronéis que possuíam armas do Exército.
O desarmamento e a repressão ao banditismo estavam de acordo com as políticas do Estado Novo, que pretendia impor sua autoridade sobre os coronéis. Entretanto, Pessoa e Sodré relataram uma indiferença do ministro da Guerra, Eurico Gaspar Dutra; a Região Militar não recebeu os recursos solicitados, e em dezembro, Dutra pediu o encerramento das operações de perseguição, lembrando que elas desviavam a tropa da instrução regular. Silvino seria morto mais tarde por uma milícia local. Apesar de suas limitações, a pressão militar enfraqueceu o banditismo na região. Pessoa foi exonerado em março de 1939. Sodré especulou que ele tivesse incomodado demais os poderosos da região; outra possibilidade é que Vargas queria-o próximo da sua esfera de poder.
A Região Militar participou da Segunda Guerra Mundial com o 9.º Batalhão de Engenharia de Aquidauana, transferido à Força Expedicionária Brasileira, e muitos militares de outros corpos de tropa. Muitos eram paulistas que se voluntariavam para escapar das difíceis condições das guarnições remotas.

### Novos comandos em Mato Grosso
A 9.ª Região Militar foi subordinada à Zona Militar Centro, posterior II Exército, em 1946. No mesmo ano, a Brigada Mista foi denominada 2.ª Brigada Mista, mas apesar do nome, não era mais do que um agrupamento de forças territoriais e de fronteira, sem unidades de apoio para uma operação autônoma. Em 1949 as unidades de cavalaria na fronteira com o Paraguai foram agrupadas na 4.ª Divisão de Cavalaria (DC). Em 1960, a 2.ª Brigada Mista e a 4.ª DC, e não mais a Região Militar, estavam em comando das tropas; tanto a Região quanto esses dois comandos respondiam ao II Exército, em São Paulo.
O dispositivo militar do governo João Goulart (1961–1964) transferiu muitos oficiais dissidentes a Mato Grosso. Pelas dificuldades de comunicação, esses oficiais não estavam sempre a par dos outros núcleos de insatisfação, mas eram maioria na região. O comandante da Região Militar, general Barbosa Lima, aderiu ao golpe de Estado contra Goulart em 1964, logo após a adesão de seu superior, o general Amaury Kruel. O 16.º Batalhão de Caçadores deslocou-se de Cuiabá a Brasília, e logo após o golpe a 9.ª Região Militar comandou as prisões dos inimigos políticos.
Em 1980 o comando da 9.ª Região Militar passou a ser exercido juntamente com o da nova 9.ª Divisão de Exército (9.ª RM/DE), responsável pelas três brigadas então existentes na área. Após a criação do Comando Militar do Oeste (CMO) em 1985 houve mais um acúmulo de funções; a autoridade máxima tornou-se o comandante do CMO/9.ª RM/DE. Isso só durou até 1989, quando a Região Militar recuperou sua autonomia, mas subordinada ao CMO. A Região agora era um comando apenas administrativo, com atribuições de logística, mobilização, equipamento do território e serviço militar. Ainda mais atribuições foram perdidas ao 9.º Grupamento Logístico e o 3.º Grupamento de Engenharia, criados em 2016.
Atualmente a 9.ª RM descreve suas responsabilidades como “os processos finalísticos de Fiscalização de Produtos Controlados, sob orientação do Comando Logístico, e de Gestão Assistencial de Recursos Humanos (Serviço Militar, Veteranos e Pensionistas, Saúde), sob subordinação técnica do Departamento-Geral do Pessoal”. Ela tem diretamente subordinados o Hospital Militar de Área de Campo Grande e quatro Tiros de Guerra. O Colégio Militar de Campo Grande é vinculado à 9.ª RM.
No século XXI, as fronteiras de ambos os estados da 9.ª RM/CMO permanecem com densidade demográfica baixa, mas estão melhor conectadas ao restante do país. A região está próxima ao poder central em Brasília e é uma das principais rotas de entrada para o tráfico de drogas no Brasil. Devido às deficiências de outros órgãos estatais, o Exército na região dedica grande esforço a atividades subsidiárias, como as operações de tipo polícia.